# Fede Vico
Federico (Fede) Vico Villegas (Córdoba, 4 juli 1994) is een Spaanse voetballer die doorgaans als middenvelder speelt. Hij verruilde CD Leganés in juli 2019 voor Granada CF, dat hem in het voorgaande seizoen al huurde.

## Carrière

### Córdoba
Vico leerde voetballen bij Escuela de futbol Juanin y Diego, een voetbalschool uit zijn geboortestad Córdoba. Na enkele jaren stapte hij over naar de jeugdopleiding van Córdoba CF. Daar mocht hij al op 16-jarige leeftijd meetrainen met het eerste elftal. Op 23 februari 2011 maakte hij zijn officiële debuut voor de Spaanse tweedeklasser, in een duel tegen Girona. Op drie maart 2012 scoorde hij z'n eerste doelpunt, tegen Xerez (2-1 winst), waarmee hij de jongste doelpuntenmaker uit de geschiedenis van de club werd. In geen tijd werd de talentvolle middenvelder gegeerd wild op de transfermarkt. In 2013 stond hij in de belangstelling van onder meer Liverpool, Girondins de Bordeaux en Benfica.

### RSC Anderlecht
In juni 2013 maakte Vico de overstap naar RSC Anderlecht. De Brusselaars betaalden zo'n 1,6 miljoen euro voor de net geen negentienjarige Spanjaard.
In januari 2014 werd Vico voor een half jaar uitgeleend aan eersteklasser KV Oostende. Op 15 februari 2013 scoorde hij bij zijn debuut, in de uitwedstrijd tegen KV Mechelen.
Tijdens het seizoen 2014-2015 werd hij onmiddellijk uitgeleend aan Córdoba CF, dat sinds dat seizoen opnieuw uitkomt in de Primera Division.  De ploeg degradeerde, waardoor de speler naar België terugkeerde.
Bij de aanvang van het seizoen 2015-2016 werd hij naar de B-kern verwezen en toen de speler helemaal niet kwam opdagen, schorste de club vanaf augustus 2015 de betaling van zijn loon.
In januari 2016 besloot RSC Anderlecht Vico uit te lenen aan Albacete Balompié dat in de Segunda División A uitkomt.

### Lugo
Vanaf seizoen 2016-2017 tekende hij een contract bij CD Lugo, een ploeg uit de Segunda División A.  Hij zou er in totaal 58 wedstrijden spelen verdeeld over twee seizoenen.

### Leganés
Bij de start van het seizoen 2018/19 tegkende hij een tweejarig contract bij een ploeg uit de Primera División CD Leganés. Hij werd onmiddellijk uitgeleend aan Granada CF, een ploeg die na hun degradatie aan hun tweede seizoen begon in de Segunda División A.

## Clubstatistieken
| Seizoen | Club                | Land            | Competitie         | Competitie | Competitie | Beker | Beker | Supercup | Supercup | Europees | Europees | Totaal | Totaal |
| Seizoen | Club                | Land            | Competitie         | Wed.       | Dlp.       | Wed.  | Dlp.  | Wed.     | Dlp.     | Wed.     | Dlp.     | Wed.   | Dlp.   |
| ------- | ------------------- | --------------- | ------------------ | ---------- | ---------- | ----- | ----- | -------- | -------- | -------- | -------- | ------ | ------ |
| 2010/11 | Córdoba CF          | Vlag van Spanje | Segunda División   | 1          | 0          | 0     | 0     | —        | —        | —        | —        | 1      | 0      |
| 2011/12 | Córdoba CF          | Vlag van Spanje | Segunda División   | 26         | 2          | 3     | 0     | —        | —        | —        | —        | 29     | 2      |
| 2012/13 | Córdoba CF          | Vlag van Spanje | Segunda División   | 33         | 6          | 6     | 0     | —        | —        | —        | —        | 39     | 6      |
| 2013/14 | RSC Anderlecht      | Vlag van België | Jupiler Pro League | 0          | 0          | 0     | 0     | 0        | 0        | 0        | 0        | 0      | 0      |
| 2013/14 | → KV Oostende       | Vlag van België | Jupiler Pro League | 10         | 1          | 0     | 0     | —        | —        | —        | —        | 10     | 1      |
| 2014/15 | → Córdoba CF        | Vlag van Spanje | Primera División   | 20         | 0          | 1     | 0     | —        | —        | —        | —        | 21     | 0      |
| 2015/16 | → Albacete Balompié | Vlag van Spanje | Segunda División   | 13         | 1          | 0     | 0     | —        | —        | —        | —        | 13     | 1      |
| 2016/17 | RSC Anderlecht      | Vlag van België | Jupiler Pro League | 0          | 0          | 0     | 0     | —        | —        | 0        | 0        | 0      | 0      |
| 2016/17 | CD Lugo             | Vlag van Spanje | Segunda División   | 23         | 1          | 0     | 0     | —        | —        | —        | —        | 23     | 1      |
| 2017/18 | CD Lugo             | Vlag van Spanje | Segunda División   | 35         | 3          | 1     | 0     | —        | —        | —        | —        | 36     | 3      |
| 2018/19 | CD Leganés          | Vlag van Spanje | Primera División   | 0          | 0          | 0     | 0     | —        | —        | —        | —        | 0      | 0      |
| 2018/19 | → Granada CF        | Vlag van Spanje | Primera División   | 39         | 5          | 1     | 0     | —        | —        | —        | —        | 40     | 5      |
| 2019/20 | Granada CF          | Vlag van Spanje | Primera División   | 4          | 1          | 0     | 0     | —        | —        | —        | —        | 4      | 1      |
| TOTAAL  | TOTAAL              | TOTAAL          | TOTAAL             | 204        | 20         | 12    | 0     | 0        | 0        | 0        | 0        | 216    | 19     |

## Interlandcarrière
Vico speelde voor verschillende Spaanse nationale jeugdelftallen.

## Erelijst
| Nationaal          |    |            |
| Belgische Supercup | 2x | 2013, 2014 |

1 Zidane ·
1 Ru. Sánchez ·
3 Brau ·
4 Rubio ·
5 Insúa ·
6 Hongla ·
7 Boyé  ·
8 Villar ·
9 Weissman ·
10 Uzuni ·
11 Tsitaisjvili ·
12 Ri. Sánchez ·
13 Martínez ·
14 Miquel ·
15 Neva ·
16 Lama ·
17 Corbeanu ·
18 Jóźwiak ·
19 Reinier ·
20 Ruiz ·
22 Sáenz ·
23 Trigueros ·
24 Williams ·
25 Mariño ·
26 Rodelas ·
27 Faye ·
30 Diao ·
Coach: Escribá